# Sophora alopecuroides
Sophora alopecuroides är en ärtväxtart som beskrevs av Carl von Linné. Sophora alopecuroides ingår i släktet soforor, och familjen ärtväxter.

## Underarter
Arten delas in i följande underarter:
- S. a. alopecuroides
- S. a. tomentosa